# Jozef Medový
Monsignor Jozef Medový (Smolenice, 1º marzo 1926 – Santa Marinella, 11 ottobre 1999) è stato un presbitero slovacco, elevato a prelato d'onore di Sua Santità. Fu cofondatore dell'allora Istituto Slovacco dei Santi Cirillo e Metodio in Roma, poi innalzato a pontificio collegio.

## Biografia

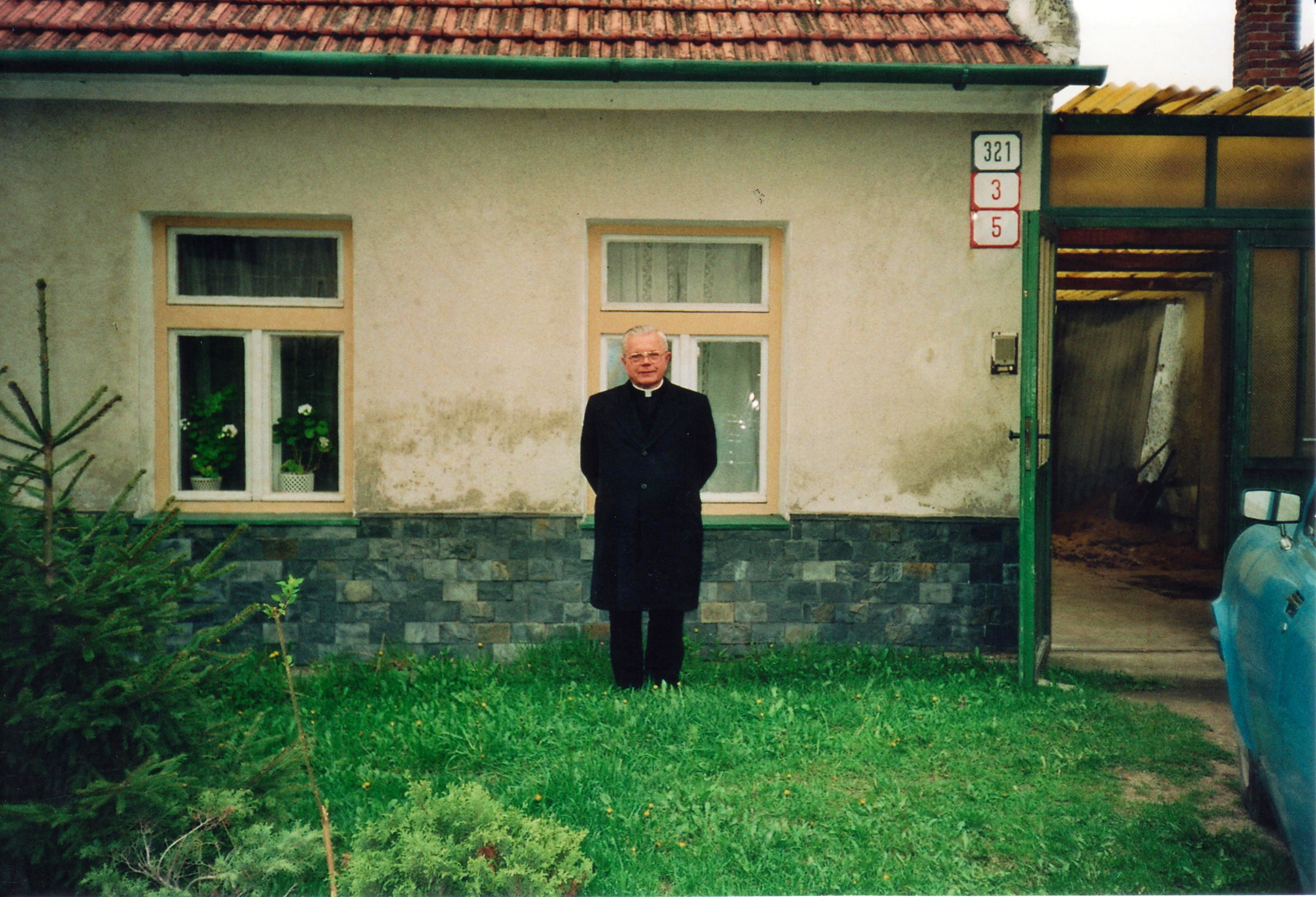
Casa natale di Jozef Medový a Smolenice.

Figlio di Alexander e Anna Kolarovičová, cresce con il fratello Ladislav nella casa paterna a Smolenice dove frequenta le scuole elementari. Fin da piccolo partecipa ai corsi di formazione della Legio Angelica, associazione cattolica slovacca fondata da monsignor Karol Jarábek agli inizi degli anni trenta e che aveva come scopo principale l'istruzione dei ministranti. Negli anni quaranta ne diventerà segretario nazionale, curando l'organizzazione dei congressi nazionali e i corsi estivi. Tale associazione, parallela all'omonima Legio Angelica della Repubblica Ceca fondata nel 1929 dal padre benedettino Method Karel Klement, la quale aveva in più l'attività dello scautismo, verrà chiusa e dichiarata antistatale nel 1950.
Nel 1937 inizia gli studi superiori presso il liceo ginnasio a Trnava dove ottiene la maturità classica nel 1945.
Il 20 settembre 1945 inizia gli studi religiosi a Bratislava presso la Facoltà di Teologia cattolica SS. Cirillo e Metodio (precedente collegio gesuitico fatto costruire dall'arcivescovo di Esztergom, Péter Pázmány, su progetto del romano Jacopo Rava nel XVII secolo). Nel 1946 pubblica un breve saggio dal titolo "Arcibiskup sv. Metod a biskup Viching" nel quale affronta i rapporti fra San Metodio e il vescovo di Nitra Viching e la ricerca della tomba mai scoperta del santo. Nel novembre del 1947 gli viene offerta dall'amministratore apostolico di Trnava, mons. Ambróz Lazík, su indicazione dei superiori del seminario, la possibilità di proseguire la sua preparazione teologica a Roma presso la Pontificia Università Lateranense.

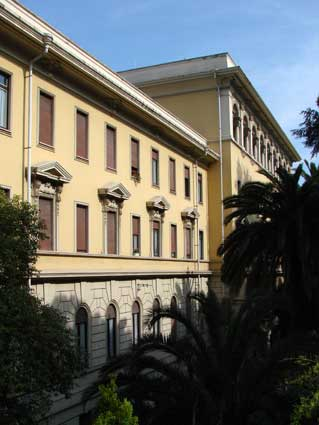
Collegio Nepomuceno

Durante il periodo degli studi alloggia presso il Pontificio Collegio Nepomuceno, dove riceve la preparazione sacerdotale mentre alla Pontificia Università Lateranense si dedica allo studio della teologia, della filosofia e del diritto canonico. Ottiene il dottorato in teologia nel 1955 presentando la tesi su San Metodio dal titolo "Missio Sancti Methodii inter Slavos".
Il 23 dicembre 1950 nella Basilica di San Giovanni in Laterano riceve il sacramento dell'ordinazione da mons. Luigi Traglia insieme ad altri cinque suoi connazionali: Dominik Hrušovský, František Škoda, Štefan Vrablec, Anton Páterek e Ján Répassy.
Celebra la sua prima messa la mattina del 24 dicembre nella basilica di San Clemente al Laterano, nella cappella dedicata a San Cirillo.
Non potendo tornare nella sua patria di origine, a causa dell'avvenuto cambiamento della situazione politica nell'ex Cecoslovacchia con quella che fu definita l'Azione K, viene inviato nell'arcidiocesi di Udine a Codroipo con l'incarico di vice-parroco nella parrocchia di Santa Maria Maggiore dove rimane fino al 1954. In questi anni si adopera anche al conforto materiale e spirituale in favore degli esuli slovacchi alloggiati nel campo profughi di Trieste.
Alla fine del 1954 viene richiamato nella sede suburbicaria di Porto-Santa Rufina e fino al 1956 ricopre l'incarico di vice-parroco nella parrocchia di Santa Croce nella frazione di Cerveteri di Furbara-Sasso e successivamente fino al 1957 vice-parroco presso la parrocchia di Santa Giuseppe a Santa Marinella.
La sua prima nomina di parroco la riceve il 1º ottobre 1957 e gli viene affidata dal cardinale Eugène Tisserant la guida della chiesa di San Filippo Neri di Castel Giuliano, piccolo borgo medievale frazione del comune di Bracciano, succedendo al precedente parroco don Giulio Cesari. Qui termina i lavori di edificazione della nuova chiesa, iniziati nel 1955, provvede alla costruzione della casa canonica, di un campo sportivo per i giovani della parrocchia e di una casa per la congregazione delle Suore del Povero Bambino Gesù.
Fu nominato canonico del capitolo della Cattedrale di Porto - Santa Rufina costituito con Bolla papale da papa Pio XII, in data 25 febbraio 1953.
Il 12 gennaio 1966 viene nominato dalla Sacra Congregazione dei Seminari e delle Università degli Studi, su proposta dei vescovi slovacchi Eduard Nécsey e Ambróz Lazík, vicerettore del Pontificio Collegio Nepomuceno, carica che ricopre per sei anni durante i quali provvede a importanti lavori di ristrutturazione e rimodernizzazione del collegio.
Il 15 febbraio 1966 riceve la nomina a direttore dell'Ufficio Catechistico Diocesano con decreto del cardinale Tisserant.
Il 21 febbraio 1966 riceve la nomina a presidente della Commissione Diocesana per lo studio e l'applicazione della S. Liturgia con decreto del cardinale Tisserant.
Il 16 febbraio 1967, durante il pontificato di papa Paolo VI, riceve l'onorificenza di Cappellano di Sua Santità e il titolo di monsignore.
Agli inizi degli anni sessanta contribuisce alla fondazione dell'Istituto Slovacco dei Santi Cirillo e Metodio a Roma e grazie alla sua conoscenza del territorio diocesano localizza il sito dove costruire l'edificio e segue le pratiche burocratiche e amministrative. Viene nominato membro del Comitato di Fondazione e costruzione dell'Istituto dal card. Tisserant con decreto del 1º settembre 1960. Qualche anno dopo viene nominato membro del secondo Consiglio Direttivo dell'Istituto con decreto del 15 marzo 1967 a firma del Vicario Capitolare della diocesi don Franco Serfustini, Consiglio di cui fanno parte anche il rev. Dominik Hrušovský (futuro arcivescovo e nunzio apostolico), mons. Jozef Tomko (futuro cardinale) e don Jozef Babiak.

Visita del Papa al Pontificio Istituto SS. Cirillo e Metodio

Il 12 gennaio 1971 viene nominato da papa Paolo VI Consultore della Sacra Congregazione per il Clero, una delle nove congregazioni della Curia romana, il cui prefetto era, a quel tempo, il cardinale John Joseph Wright.

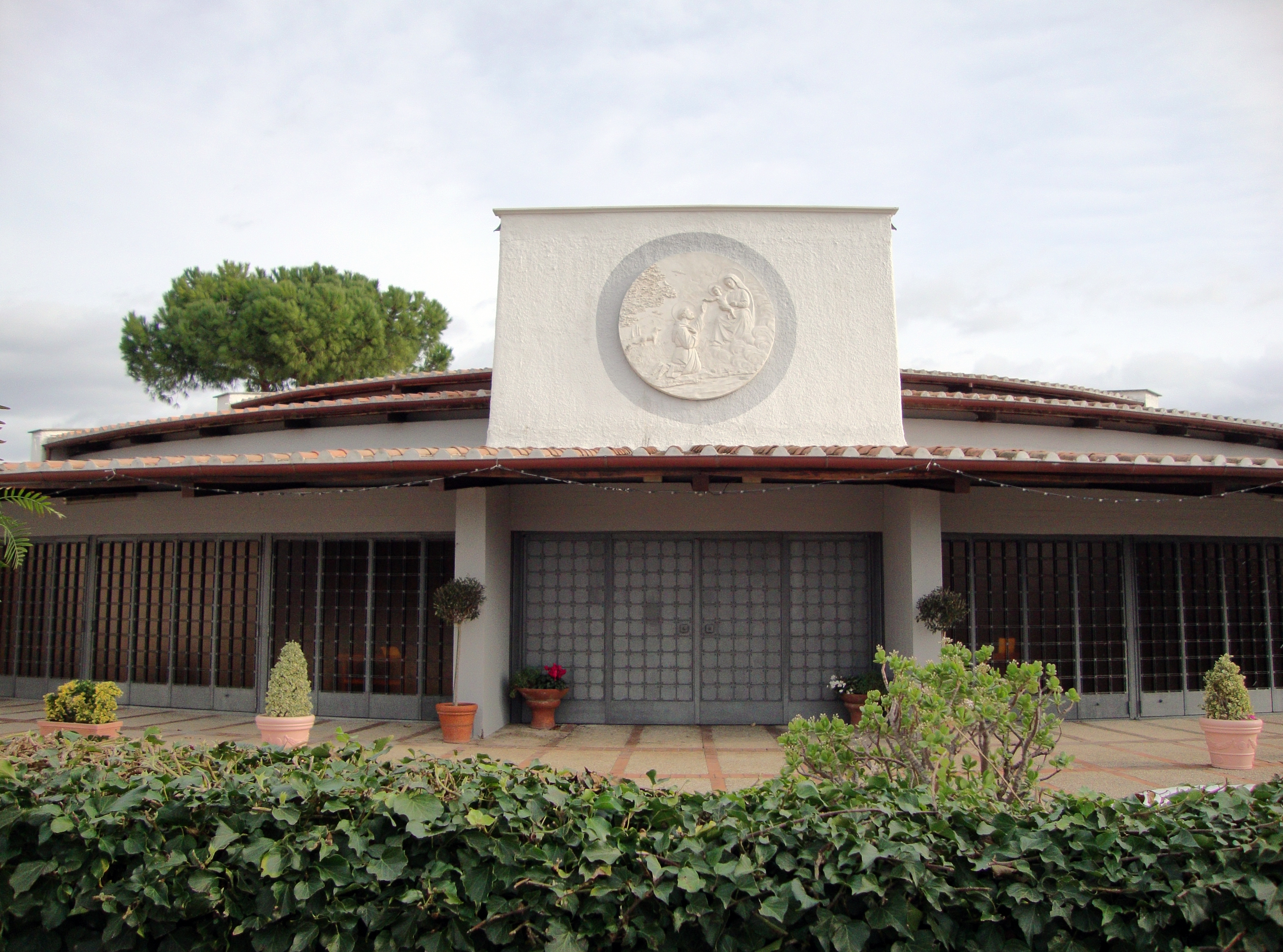
Chiesa S. Francesco d'Assisi

Nell'ottobre del 1977 viene chiamato a guidare una nuova parrocchia nascente a Marina di Cerveteri, la cui chiesa, di nuova costruzione, è intitolata a San Francesco d'Assisi. Provvede alla costruzione della casa canonica e alle strutture necessarie alla formazione ed educazione dei giovani, in particolare costruisce l'oratorio dedicato a San Domenico Savio eretto nel terreno circostante la chiesa. Il suo lavoro in questi anni fu molto importante tanto che le autorità locali in accordo con le autorità slovacche decidono di cambiare il nome della via dove risiede mons. Medový in Via Monti Tatra come omaggio e riconoscimento per il suo operato.
Il 2 febbraio 1989 riceve, con decreto del vescovo mons. Diego Natale Bona, la nomina a Promotore di Giustizia del Tribunale Diocesano per il processo di canonizzazione della Serva di Dio Maria Crocifissa Curcio (al secolo, Rosa), fondatrice delle Suore Carmelitane Missionarie di Santa Teresa del Bambin Gesù, beatificata da papa Benedetto XVI il 13 novembre 2005.
Il 1º settembre 1989 riceve la nomina di vicario foraneo per la Vicaria di Cerveteri con decreto del vescovo mons. Bona.
Per motivi di salute rimette l'incarico di parroco nelle mani del vescovo Antonio Buoncristiani, che ne accetta le dimissioni, e dopo aver celebrato la sua ultima messa il 7 dicembre 1996 si ritira a Santa Marinella, dove trascorre gli ultimi anni della sua vita e dove muore l'11 ottobre 1999.
Il 28 febbraio 2016, nella ricorrenza del 90º anniversario della nascita, viene posta una lapide commemorativa alla sua memoria in prossimità dell'ingresso del museo Molpir di Smolenice.

## Onorificenze
Il 16 febbraio 1967 riceve la nomina di:
Il 14 maggio 1993 riceve la nomina di: